# Col du Galibier
A Galibier-hágó (franciául Col du Galibier) egy 2645 méteres tengerszint feletti magasságban haladó hegyi hágó a franciaországi Dauphiné-Alpokban, (északról) Savoie és (délről) Hautes-Alpes megyék határán, nem messze Grenoble városától. A Galibier-hágó sokszor a legmagasabb pontja a Tour de France-nak.
A hágó Saint-Michel-de-Maurienne-t és Briançont köti össze egymással, a Télégraphe-, és a Lautaret-hágókon keresztül. A Galibier-hágó a massif d'Arvan-Villards és a massif des Cerces hegytömbök között helyezkedik el, és egy második, Galibier nevű hegyláncról kapta a nevét. 1976 előtt csak egy alagúton lehetett átkelni a csúcs alatt 2556 méter magasan. Az alagút 2002-ig zárva volt felújítás miatt, ekkor készült el az út a hegycsúcson keresztül. Az újra megnyitott alagút egy egynyomú forgalomirányító lámpával ellátott útvonal, mely 2400 méteres magasságával a legmagasabbak közé tartozik Európában. A hágót télen lezárják.

## A mászás
Északról az emelkedő Saint-Michel-de-Maurienne-ben kezdődik, a Télégraphe-hágón keresztül. Az emelkedő 34,8 km hosszú, melynek során 2120 méter szintkülönbséget győznek le a kerékpárosok, átlagban 6,1%-os emelkedőn. Az igazi csúcstámadás Valloire-nál kezdődik, 18,1 kilométer során 1245 méterrel jutnak magasabbra a versenyzők, 6,9%-os átlagos emelkedés leküzdésével. A csúcs közelében 10,1% nehezíti a kerekesek életét.
Délről a 2058 méteres Lautaret-hágótól indul az emelkedő, 8,5 kilométer megtétele során 585 méter szintkülönbséggel, átlagban 6,8%-os, a csúcsnál 12,1%-os emelkedővel találja szembe magát a mezőny.

## Tour de France

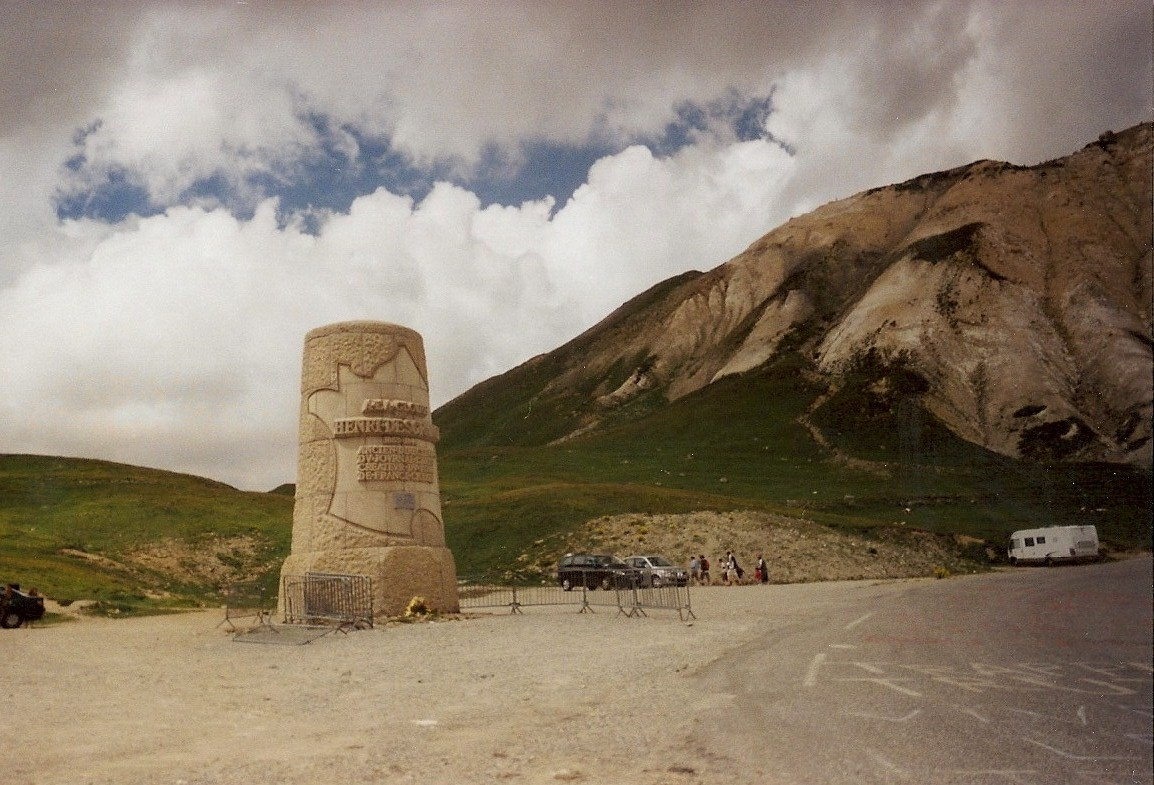
A Henri Desgrange-emlékmű

A Galibier-hágó először 1911-ben került bele a Tour útvonalába. Az első kerékpáros Emile Georget volt a hegyihajránál, őt Paul Duboc és Gustave Garrigou követte. Ők voltak az egyetlen kerékpárosok, akik nem gyalogolva értek fel a hajrához.
Az eredeti hajrá 2556 méter magasan volt, de az alagút 1976-os bezárását követően magasabbra, 2645 méter magasra került.
A Galibier-alagút déli bejáratánál, az egyik kanyarban látható a Henri Desgrange-emlékmű. Desgrange volt a Tour de France megalapítója, és első igazgatója. Az emlékművet 1949. július 19-én, a Tour ideje alatt avatták fel. Amikor a Tour mezőnye a Galibier hágón halad át, minden alkalommal megkoszorúzzák az emlékművet. Megalapították a Henri Desgrange különdíjat, melyet az kap, aki először halad át a Galibier hágón. 2006-ban Michael Rasmussen nyerte el a díjat, és a vele járó 5000 eurót.
A 2008-as Tour Július 23-án haladt át a Galibier-hágón, ez volt a verseny 17. szakasza, mely 210 km hosszú volt Embrun és Alpe d’Huez között.
1947 óta a hágót 31 alkalommal mászták meg. 1996-ban is bent volt a Tour útvonalában, de az utolsó pillanatban, a rossz időjárás miatt törölték a szakaszt. Mivel mind a Iseran-hágó, mind a Galibier-hágó a hó miatt járhatatlan volt, a tervezett Val-d’Isère és az olaszországi Sestriere közötti 190 kilométeres szakaszt 46 km-re rövidítették, Le Monêtier-les-Bains-i rajttal, melyet Bjarne Riis nyert meg, átvéve ezzel a sárga trikót melyet a párizsi befutóig meg is őrzött.

## A Galibier-hágó a Tour de France-on 1947 óta
| Év   | Szakasz | Kategória | Szakasz rajtja    | Szakasz célja         | Hajrá győztese       |
| ---- | ------- | --------- | ----------------- | --------------------- | -------------------- |
| 2022 | 12      | HC        | Briançon          | Alpe d'Huez           | Anthony Perez        |
| 2022 | 11      | HC        | Albertville       | Col du Granon         | Warren Barguil       |
| 2019 | 18      | HC        | Embrun            | Valloire              | Nairo Quintana       |
| 2017 | 17      | HC        | La Mure           | Serre-Chevalier       | Primož Roglič        |
| 2011 | 19      | HC        | Modane            | Alpe d’Huez           | Andy Schleck         |
| 2011 | 18      | HC        | Pinerolo          | Col du Galibier       | Andy Schleck         |
| 2008 | 17      | HC        | Embrun            | Alpe d’Huez           | Stefan Schumacher    |
| 2007 | 9       | HC        | Val-d’Isère       | Briançon              | Mauricio Soler       |
| 2006 | 16      | HC        | Le Bourg-d'Oisans | La Toussuire          | Michael Rasmussen    |
| 2005 | 11      | HC        | Courchevel        | Briançon              | Alekszandr Vinokurov |
| 2003 | 8       | HC        | Sallanches        | Alpe d’Huez           | Stefano Garzelli     |
| 2002 | 16      | HC        | Les Deux Alpes    | La Plagne             | Santiago Botero      |
| 2000 | 15      | HC        | Briançon          | Courchevel            | Pascal Hervé         |
| 1999 | 9       | HC        | Le Grand-Bornand  | Sestrières            | José-Luis Arrieta    |
| 1998 | 15      | HC        | Grenoble          | Les Deux Alpes        | Marco Pantani        |
| 1993 | 10      | HC        | Villard-de-Lans   | Serre-Chevalier       | Tony Rominger        |
| 1992 | 14      | HC        | Sestrières        | Alpe d’Huez           | Franco Chioccioli    |
| 1989 | 17      | HC        | Briançon          | Alpe d’Huez           | Gert-Jan Theunisse   |
| 1987 | 21      | HC        | Le Bourg-d'Oisans | La Plagne             | Pedro Munoz          |
| 1986 | 18      | HC        | Briançon          | Alpe d’Huez           | Luis Herrera         |
| 1984 | 18      | HC        | Alpe d’Huez       | La Plagne             | Francisco Rodríguez  |
| 1980 | 17      | HC        | Serre-Chevalier   | Morzine               | Johan De Muynck      |
| 1979 | 17      | HC        | Les Menuires      | Alpe d’Huez           | Lucien Van Impe      |
| 1974 | 11      | 1         | Aix-les-Bains     | Serre-Chevalier       | Vicente Lopez-Carril |
| 1973 | 8       | 1         | Moutiers          | Les Orres             | Luis Ocana           |
| 1972 | 14a     | 1         | Briançon          | Valloire              | Joop Zoetemelk       |
| 1969 | 10      | 1         | Chamonix          | Briançon              | Eddy Merckx          |
| 1967 | 10      | 1         | Divonne-les-Bains | Briançon              | Julio Jimenez        |
| 1966 | 16      | 1         | Le Bourg-d'Oisans | Briançon              | Julio Jimenez        |
| 1964 | 8       | 1         | Thonon-les-Bains  | Briançon              | Federico Bahamontes  |
| 1959 | 18      | 2         | Grenoble          | Saint Vincent-d'Aoste | Charly Gaul          |
| 1957 | 10      | 1         | Thonon-les-Bains  | Briançon              | Marcel Janssens      |
| 1955 | 8       | 1         | Thonon-les-Bains  | Briançon              | Charly Gaul          |
| 1954 | 19      | 1         | Briançon          | Aix-les-Bains         | Federico Bahamontes  |
| 1952 | 11      | 1         | Le Bourg-d'Oisans | Sestrières            | Fausto Coppi         |
| 1948 | 14      | 2         | Briançon          | Aix-les-Bains         | Lucien Teisseire     |
| 1947 | 8       | 1         | Grenoble          | Briançon              | Fermo Camellini      |